# Полиноксилин
Полиноксилин (англ. Polynoxylin) — антибактериальный и противогрибковый препарат для наружного применения при кожных инфекциях. Полиноксилин — полимер из мочевины и формалина. Полиноксилин — белый, стабильный порошок, растворимый в воде в степени не менее чем 0,3 процента. АТХ — код A01AB05 Противомикробные препараты для местного лечения заболеваний и D01AE05 Препараты для лечения псориаза.